# هارون أيرز
هارون أيرز هو سياسي نيوزيلندي، ولد في 1836 في غلوستر في المملكة المتحدة، وتوفي في 16 سبتمبر 1900 في Avonside ‏ في نيوزيلندا. انتخب عمدة كرايستشرش ‏.